# Neochalcis amica
Neochalcis amica är en stekelart som beskrevs av Nikol'skaya 1960. Neochalcis amica ingår i släktet Neochalcis och familjen bredlårsteklar.
Artens utbredningsområde är Tadzjikistan. Inga underarter finns listade i Catalogue of Life.